# Holothuria poli
Holothuria poli är en sjögurkeart som beskrevs av Delle Chiaje. Holothuria poli ingår i släktet Holothuria och familjen Holothuriidae. Inga underarter finns listade i Catalogue of Life.

## Bildgalleri

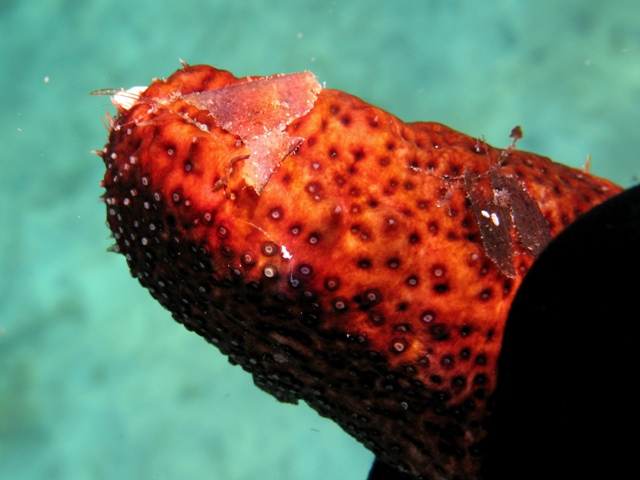
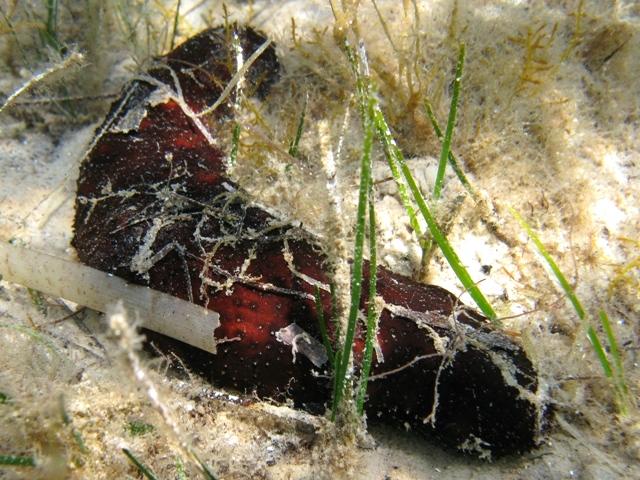
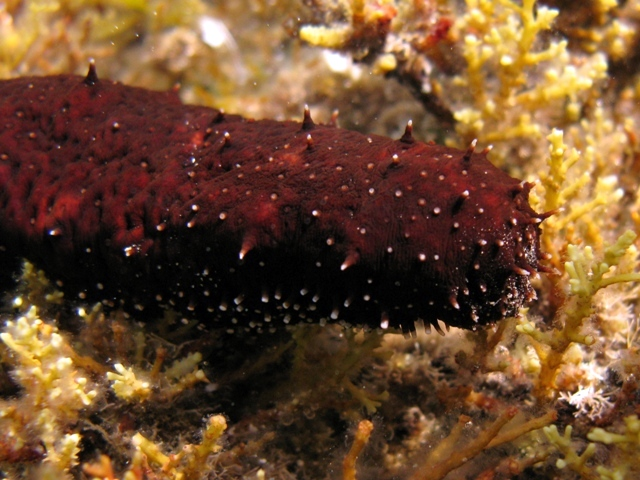
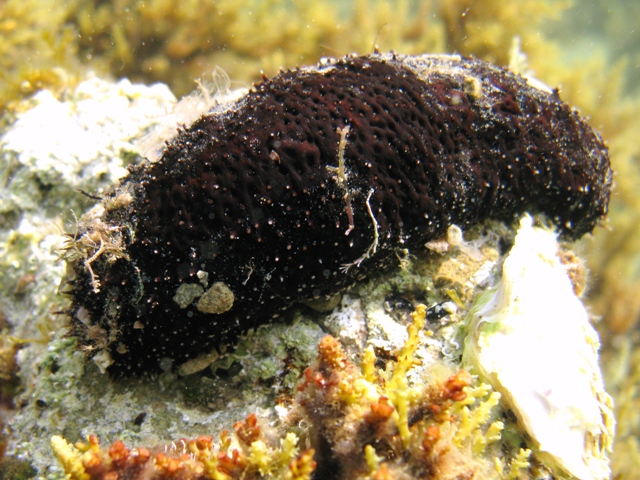
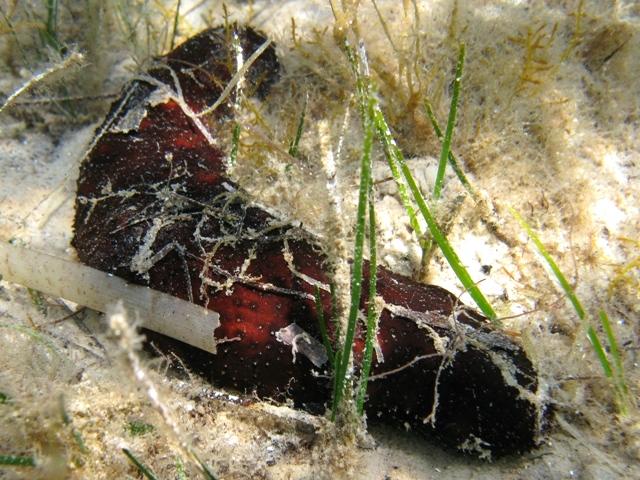
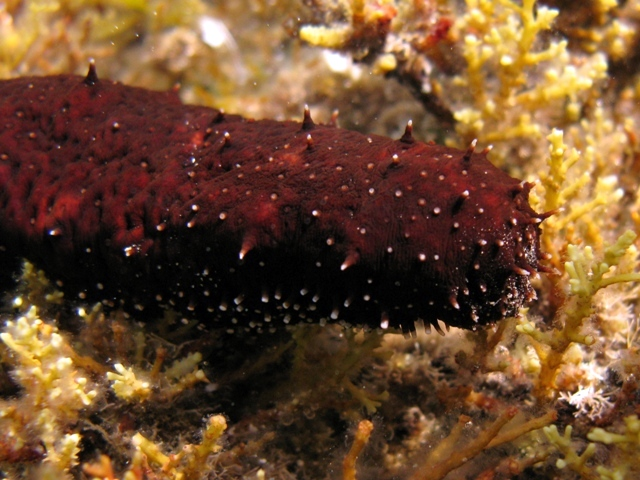